# ルース・クリフォード
ルース・クリフォード（Ruth Clifford, 1900年2月17日 - 1998年11月30日）は、アメリカ合衆国の女優である。

## 人物・来歴
1900年（明治33年）2月17日、ロードアイランド州プロビデンス郡ポータケットに生まれる。
満15歳となった1915年（大正4年）4月9日に公開された、エジソン・カンパニー（エジソン・スタジオ）製作、チャールズ・ブレイビン監督の短篇映画 The Stoning に脇役で出演して、映画界にデビューする。1916年（大正5年）、ユニヴァーサル・フィルム・マニュファクチュアリング・カンパニー（現在のユニバーサル・ピクチャーズ）に入社、同年にユニヴァーサルが傘下に設立した子会社・ブルーバード映画で、ヘンリー・マックレイ監督、イーディス・ジョンソン主演の『戦陣』に出演する。その後、ダグラス・ジェラードが主演・監督する作品に多く相手役として出演し、1917年（大正6年）には、ブルーバード映画の『山の想出』以降、ルパート・ジュリアンが主演・監督する作品での相手役となり、『故郷の母』、The Mysterious Mr. Tiller, 『谷の小家』、『旅の女』、『長恨歌』、『森の朝』、『好戦将軍』、『飢たる眼』、『赤き赤き心』、『無言の罪』、『左の手』、『乙女心』、『唄女』、『拵へる女』、『長者海賊』、とブルーバード映画が社を閉じてユニヴァーサルに吸収される1919年（大正8年）まで、立て続けに主演・準主演者として出演した。1作を除いてすべて日本でも公開されている。
1921年 （大正10年）にはユニヴァーサルを退社、小プロダクションに出演するようになる。1924年（大正13年）、ジェームズ・A・コーネリアスと結婚、その後長男をもうける。1933年（昭和8年）以降のトーキーの時代も映画に多く出演するが、ほとんどがノンクレジットの端役である。1938年（昭和13年）、夫ジェームズと離婚する。
第二次世界大戦後も端役俳優として、満66歳の老境を迎える1966年（昭和41年）まで、映画、テレビ映画を問わず出演した。
1998年（平成10年）11月30日、カリフォルニア州ロサンゼルス市ウッドランド・ヒルズで老衰のため死去した。満98歳没。同州カルヴァー・シティにあるホーリー・クロス墓地に眠る。

## 主なフィルモグラフィ
すべて出演作である。1934年以降、100作以上のクレジットのない出演作があるが割愛した。

### 1910年代
- The Stoning : 監督チャールズ・ブレイビン、1915年
- 『戦陣』 Behind the Lines : 監督ヘンリー・マックレイ、主演イーディス・ジョンソン、1916年 - 出演・役 Camilla
- A Hero by Proxy : 監督ウォーレス・ビアリー、主演カーター・デヘイヴン、1916年 - 出演・役 Dollie
- Her Wedding Day : 監督・主演ダグラス・ジェラード、1916年
- Should She Have Told? : 監督ジョン・マクダーモット、1916年 - 主演（初主演）
- The Penalty of Treason : 監督・主演ダグラス・ジェラード、1916年
- 『深夜』 In the Dead o' Night : 監督・主演ダグラス・ジェラード、1916年
- Polly Put the Kettle On : 監督・主演ダグラス・ジェラード、1917年 - 出演・役 Polly Vance
- The Bubble of Love : 監督・主演ダグラス・ジェラード、1917年
- 『死の曲』 The Melody of Death : 監督・主演ダグラス・ジェラード、1917年
- The Keeper of the Gate : 監督・主演ダグラス・ジェラード、1917年 - 出演・役 Floretta
- Mary from America : 監督・主演ダグラス・ジェラード、1917年
- 『尽きぬ恋』 Eternal Love : 監督・主演ダグラス・ジェラード、1917年 - 出演・役 Mignon
- 『山の想出』 A Kentucky Cinderella : 監督・主演ルパート・ジュリアン、1917年 - 出演・役 Nannie
- 『故郷の母』 Mother o' Mine : 監督・主演ルパート・ジュリアン、1917年 - 出演・役 Catherine Thurston
- The Mysterious Mr. Tiller : 監督・主演ルパート・ジュリアン、1917年 - 出演・役 Clara Hawthorne
- 『谷の小家』 The Desire of the Moth : 監督ルパート・ジュリアン、1917年 - 主演・役 Stella Vorhis
- 『旅の女』 The Door Between : 監督ルパート・ジュリアン、1917年 - 主演・役 Heloise Crocker
- 『長恨歌』 The Savage : 監督ルパート・ジュリアン、1917年 - 主演・役 Marie Louise
- 『森の朝』 Hands Down : 監督ルパート・ジュリアン、主演モンロー・ソールズベリー、1918年 - 出演・役 Hilda Stuyvesant
- 『好戦将軍』 The Kaiser, the Beast of Berlin : 監督・主演ルパート・ジュリアン、1918年 - 出演・役 Gabrielle
- 『飢たる眼』 Hungry Eyes : 監督・主演ルパート・ジュリアン、1918年 - 出演・役 Mary Jane Appleton
- 『赤き赤き心』 The Red, Red Heart : 監督ウィルフレッド・ルーカス、主演モンロー・ソールズベリー、1918年 - 出演・役 Rhoda Tuttle
- 『無言の罪』 The Guilt of Silence : 監督エルマー・クリフトン、主演モンロー・ソールズベリー、1918年 - 出演・役 Mary
- 『左の手』 Midnight Madness : 監督ルパート・ジュリアン、1918年 - 主演・役 Gertrude Temple
- 『青春の焔』 Fires of Youth : 監督ルパート・ジュリアン、1918年 - 主演・役 Lucille Linforth
- 『乙女心』 The Lure of Luxury : 監督エルシー・ジェーン・ウィルソン、1918年 - 主演・役 Dalle Aldis
- 『唄女』 The Cabaret Girl : 監督ダグラス・ジェラード、1918年 - 主演・役 Ann Reid
- 『拵へる女』 The Game's Up : 監督エルシー・ジェーン・ウィルソン、1919年 - 主演・役 Ruth Elliott
- 『長者海賊』 The Millionaire Pirate : 監督ルパート・ジュリアン、1919年 - 主演・役 The Girl
- The Black Gate : 監督シオドア・マーストン、1919年 - 出演・役 Vera Hampton

### 1920年代
- The Amazing Woman : 監督ハリー・A・ポラード、1920年 - 主演・役 Anitra Frane
- 『怪光線』 The Invisible Ray : 監督ハリー・A・ポラード、1920年 - 主演・役 Mystery
- Tropical Love : 監督ラルフ・インス、1921年 - 主演・役 Rosario
- My Dad : 監督クリフォード・スミス、1922年 - 出演・役 Dawn
- The Face on the Bar-Room Floor : 監督ジョン・フォード、1923年 - 出演・役 Marion Trevor
- 『良人の危険時代』 The Dangerous Age : 監督ジョン・M・スタール、1923年 - 出演・役 Gloria Sanderson
- 『強敵一蹴』 Truxton King : 監督ジェローム・ストーム、1923年 - 出演・役 Lorraine
- 『悪魔の花園』 Daughters of the Rich : 監督ルイ・ガスニエ、1923年 - 出演・役 Sally Malakoff
- 『恩愛の笞』 Mothers-in-Law : 監督ルイ・ガスニエ、1923年 - 出演・役 Vianna Courtleigh
- 『地獄谷』 Hell's Hole : 監督エメット・J・フリン、1923年 - 出演・役 Dorothy Owen
- 『勝敗の彼方へ』 April Showers : 監督トム・フォーマン、1923年 - 出演・役 Miriam Welton
- 『ボンジョラ』 Ponjola : 監督ドナルド・クリスプ、1923年 - 出演・役 Gay Lypiatt
- 『怖ろしの世』 The Whispered Name : 監督キング・バゴット、1924年 - 主演・役 Anne Gray
- 『偉人リンコルン』 The Dramatic Life of Abraham Lincoln : 監督フィル・ローゼン、1924年 - 出演・役 Ann Rutledge
- 『バタフライ』 Butterfly : 監督クラレンス・ブラウン、1924年 - 出演・役 Hilary Collier
- 『大颱風』 The Tornado : 監督キング・バゴット、1924年 - 出演・役 Ruth Travers
- As Man Desires : 監督アーヴィング・カミングス、1925年 - 出演・役 Gloria Gordon
- Her Husband's Secret : 監督フランク・ロイド、1925年 - 出演・役 Mrs. Pearce
- The Love Hour : 監督ハーマン・C・レイメイカー 、1925年 - 出演・役 Betty Brown
- 『オペラの怪人』 The Phantom of the Opera : 監督ルパート・ジュリアン、1925年 - ノンクレジット出演・役 Ballerina
- Typhoon Love : 監督ノーマン・ドーン、1925年
- The Storm Breaker : 監督エドワード・スローマン、1925年 - 出演・役 Lysette DeJon
- 『闇を衝く影』 Brooding Eyes : 監督エドワード・ルセイント、1926年 - 出演・役 Joan Ayre
- Lew Tyler's Wives : 監督ハーレイ・ノールズ、1926年 - 出演・役 Jessie Winkler
- 『ドン・マイク』 Don Mike : 監督ロイド・イングレアム、1927年 - 出演・役 Mary Kelsey
- The Thrill Seekers : 監督ハリー・レヴィアー、1927年 - 出演・役 Adrean Wainwright
- The Devil's Apple Tree : 監督エルマー・クリフトン、1929年 - 出演・役 Jane Norris
- The Eternal Woman : 監督ジョン・P・マッカーシー、1929年 - 出演・役 Doris Forbes
- The Show of Shows : 監督ジョン・G・アドルフィ、1929年 - 出演・役 song "Ladies of the Ensemble"

### 1930年代
- 『暴君ネロ』 The Sign of the Cross : 監督セシル・B・デミル、1932年 - ノンクレジット出演・役 Christian Mother at Meeting
- The Hitchhiker : 監督アーヴィッド・E・ギルストローム、1933年 - 出演・役 Adolph's wife
- The Constant Woman : 監督ヴィクター・シャーツィンガー、1933年 - 出演・役 Floozie
- 『戦争と母性』 Pilgrimage : 監督ジョン・フォード、1933年 - ノンクレジット出演・役 Schoolteacher

### 1940年代
- 『ドナルドの夢の声』 - 1948年 ノンクレジット出演・声の出演 デイジーダック

## 関連事項
- ポータケット (ロードアイランド州) （en:Pawtucket, Rhode Island）
- エジソン・スタジオ （en:Edison Studios）
- ウッドランド・ヒルズ (ロサンゼルス市) （en:Woodland Hills, Los Angeles, California）
- カルヴァー・シティ（en:Culver City, California）
- 聖十字墓地 (カルヴァー・シティ) （en:Holy Cross Cemetery, Culver City）

## 註
1. 1 2 3 4 5 6 7 8 9 10 11 12 13 14  Ruth Clifford, Internet Movie Database （英語）, 2010年6月3日閲覧。
2. ↑  The Stoning - IMDb（英語）, 2010年6月3日閲覧。
3. ↑  『ブルーバード映画の記録』 : 製作・著・発行山中十志雄・塚田嘉信、1984年4月、p.60-63.
4. ↑  Ruth Clifford, Find A Grave （英語）, 2010年6月3日閲覧。